# Venansault
Venansault là một xã ở tỉnh Vendée trong vùng Pays de la Loire, Pháp. Xã này có diện tích 44,49 km², dân số năm 2006 là 4107 người. Xã này nằm ở khu vực có độ cao trung bình 69 mét trên mực nước biển.

## Biến động dân số
| 1962                                        | 1968  | 1975  | 1982  | 1990  | 1999  | 2006  |
| ------------------------------------------- | ----- | ----- | ----- | ----- | ----- | ----- |
| 1 573                                       | 1 584 | 1 787 | 2 636 | 3 163 | 3 527 | 4 107 |
| Số liệu từ năm1962: Dân số không tính trùng |       |       |       |       |       |       |